# 梅卡尼克维尔 (纽约州)
梅卡尼克维尔（Mechanicville）是美国纽约州萨拉托加县的一座城市。